# Slo Burn
Slo Burn ist eine US-amerikanische Stoner-Rock-Band, die 1996 in Palm Springs, Kalifornien, gegründet wurde.

## Bandgeschichte
John Garcia gründete Slo Burn nach der Trennung der Band Kyuss, Ende 1995, bei der er ebenfalls Sänger war. Garcia schlossen sich schon bald Damon Garrison (Bass), Chris Hale (Gitarre) und Brady Houghton (Schlagzeug) als weitere Bandmitglieder an. Das erste und auch einzige Album (bzw. EP)  der kurzen Bandgeschichte, Amusing the Amazing erschien 1997 beim Label Malicious Vinyl. Kurze Zeit nach ihrem Auftritt auf dem Ozzfest 1997 trennte sich die Gruppe bereits wieder.

## Diskografie

### EPs
- 1997: Amusing the Amazing, 10″/CD

### Weiteres
- 3 Demo-Songs sind auf dem Kyuss-Bootleg Black Jeweller zu hören